# Dachauer Hungerstreik
Der Dachauer Hungerstreik wurde im Frühjahr 1980 in der KZ-Gedenkstätte Dachau von elf Sinti und einer Sozialarbeiterin initiiert. Die Hungerstreikenden wandten sich gegen den Antiziganismus deutscher Behörden. Er wurde zu einem zentralen Gründungsmoment der Bürgerrechtsbewegung von Sinti und Roma in Deutschland.

## Ursache
Der Verband Deutscher Sinti und die Gesellschaft für bedrohte Völker hatten sich an das bayerische Innenministerium gewandt, um Aufschluss über den Verbleib der während der Zeit des Nationalsozialismus angelegten Datensammlungen über Sinti und Roma zu erhalten und um eine Übergabe der Akten aus dem Bundesarchiv gebeten. Sie verlangten eine öffentliche Rehabilitierung der Minderheit und eine Distanzierung von der einstigen Tätigkeit der sogenannten „Landfahrerzentrale“. Bei der Münchener Kriminalpolizei hatte es eine „Landfahrerzentrale“ gegeben, in der vormals als „Zigeuner“ und nun als sogenannte „Landfahrer“ eingestufte Personen mit Bildern und Fingerabdrücken erfasst wurden, teilweise sogar anhand von Akten, die zum Teil noch aus der Zeit des Nationalsozialismus stammten.
Das bayerische Innenministerium weigerte sich, die frühere Polizeipraxis gegenüber Sinti und Roma zu verurteilen. Die Akten seien bereits vernichtet worden.

## Verlauf
Am Karfreitag, dem 4. April 1980, traten elf Sinti und eine Sozialarbeiterin in den Hungerstreik. Nach acht Tagen im Aufenthaltsraum der Versöhnungskirche wurde der Streik abgebrochen. Zu den Streikenden gehörten der spätere Vorsitzende des Zentralrats Deutscher Sinti und Roma, Romani Rose, sowie vier Überlebende des Holocaust, der ehemalige Boxer Jakob Bamberger, Franz Wirbel, Hans Braun und Ranko Brantner, späteres Mitglied des Zentralrats Deutscher Sinti und Roma, sowie die Sozialarbeiterin Uta Horstmann. Zunächst trugen sie demonstrativ gestreifte KZ-Häftlingskleidung. Der Gesundheitszustand der Hungerstreikenden verschlechterte sich von Tag zu Tag. Am 11. April 1980 sagte der bayerische Innenminister Gerold Tandler nach Verhandlungen, die durch die evangelische Kirche vermittelt worden waren, zu, dem Verbleib der Akten nachzugehen. Zum Abschluss des Hungerstreiks wurde am 12. April 1980 Bundesjustizminister Hans-Jochen Vogel empfangen.

## Rezeption und Solidarisierung
In Dachau, München und Hamburg wurden Demonstrationen organisiert. Die bayerische SPD-Landtagsfraktion und der Bundesverband jüdischer Studenten bekundeten Solidarität. Unterstützung kam von Rudolf Augstein, Heinrich Böll, Yul Brynner, Daniel Cohn-Bendit und Yehudi Menuhin. Wolf Biermann widmete den Streikenden das Schlaflied für Tanepen. Etwa hundert Journalisten und mehrere Fernsehteams berichteten täglich vom Streik.